# Mei's Butler
Mei's Butler (メイちゃんの執事, Mei-chan no Shitsuji, littéralement « Le majordome de Mei-chan ») est un shōjo manga écrit et dessiné par Riko Miyagi. Il est prépublié entre mai 2006 et novembre 2012 dans le magazine Margaret de l'éditeur Shūeisha et compilé en un total de vingt tomes. Une suite intitulée Mei's Butler DX est prépubliée depuis septembre 2014 dans le même magazine. La version française de la série est éditée par Glénat.
Une adaptation en drama de dix épisodes a été diffusée du 13 janvier au 17 mars 2009 à 21h00 sur la chaîne japonaise Fuji TV, puis éditée en DVD en juin 2009.

## Synopsis
Mei, une jeune fille d'un milieu modeste se découvre l'héritière d'une grande fortune. Un majordome, Rihito, se met à son service, et elle est envoyée en sa compagnie dans une prestigieuse université privée pour filles, où toutes les élèves sont accompagnées de leur majordome personnel.
Son ami d'enfance Kento décide de s'inscrire dans une école de majordome parce qu'il est amoureux d'elle en secret.
mystère mystère, mais bientôt la situation se transforme en un triangle amoureux...

## Manga
La publication de la série a débuté en mai 2006 dans le magazine Margaret. En novembre 2012, la série s'octroie une pause avant de reprendre en septembre 2014 avec l'appellation DX pour Deluxe. Un guide book officiel nommée 14.5 est sorti le 25 janvier 2011. La version française est éditée par Glénat.

### Mei's Butler
| no | Japonais          | Japonais          | Français         | Français          |
| no | Date de sortie    | ISBN              | Date de sortie   | ISBN              |
| -- | ----------------- | ----------------- | ---------------- | ----------------- |
| 1  | 24 novembre 2006  | 4-08-846111-8     | 30 juin 2010     | 978-2-7234-7776-5 |
| 2  | 23 mars 2007      | 978-4-08-846152-6 | 30 juin 2010     | 978-2-7234-7777-2 |
| 3  | 27 juillet 2007   | 978-4-08-846190-8 | 8 septembre 2010 | 978-2-7234-7778-9 |
| 4  | 22 novembre 2007  | 978-4-08-846232-5 | 3 novembre 2010  | 978-2-7234-7779-6 |
| 5  | 25 mars 2008      | 978-4-08-846275-2 | 2 février 2011   | 978-2-7234-8102-1 |
| 6  | 25 juillet 2008   | 978-4-08-846311-7 | 6 avril 2011     | 978-2-7234-8103-8 |
| 7  | 25 novembre 2008  | 978-4-08-846352-0 | 8 juin 2011      | 978-2-7234-8104-5 |
| 8  | 25 décembre 2008  | 978-4-08-846374-2 | 24 août 2011     | 978-2-7234-8105-2 |
| 9  | 24 avril 2009     | 978-4-08-846397-1 | 5 octobre 2011   | 978-2-7234-8106-9 |
| 10 | 25 août 2009      | 978-4-08-846432-9 | 22 février 2012  | 978-2-7234-8722-1 |
| 11 | 25 décembre 2009  | 978-4-08-846471-8 | 18 avril 2012    | 978-2-7234-8723-8 |
| 12 | 23 avril 2010     | 978-4-08-846513-5 | 6 juin 2012      | 978-2-7234-8724-5 |
| 13 | 25 août 2010      | 978-4-08-846555-5 | 22 août 2012     | 978-2-7234-8725-2 |
| 14 | 5 novembre 2010   | 978-4-08-846590-6 | 17 octobre 2012  | 978-2-7234-8726-9 |
| 15 | 25 mai 2011       | 978-4-08-846650-7 | 2 janvier 2013   | 978-2-7234-9315-4 |
| 16 | 23 septembre 2011 | 978-4-08-846696-5 | 6 mars 2013      | 978-2-7234-9316-1 |
| 17 | 25 janvier 2012   | 978-4-08-846734-4 | 8 mai 2013       | 978-2-7234-9317-8 |
| 18 | 25 mai 2012       | 978-4-08-846773-3 | 17 juillet 2013  | 978-2-7234-9318-5 |
| 19 | 25 septembre 2012 | 978-4-08-846824-2 | 4 septembre 2013 | 978-2-7234-9575-2 |
| 20 | 25 janvier 2013   | 978-4-08-846877-8 | 6 novembre 2013  | 978-2-7234-9587-5 |

### Mei's Butler DX
| no | Japonais        | Japonais          | Français       | Français |
| no | Date de sortie  | ISBN              | Date de sortie | ISBN     |
| -- | --------------- | ----------------- | -------------- | -------- |
| 1  | 23 janvier 2015 | 978-4-08-845330-9 |                |          |
| 2  | 25 mai 2015     | 978-4-08-845387-3 |                |          |

## Drama
L'adaptation en drama a été annoncée en novembre 2008. Il a été diffusé entre janvier et mars 2009.

### Distribution
- Nana Eikura : Mei Shinonome
- Hiro Mizushima : Rihito Shibata
- Takeru Satoh : Kento Shibata
- Aya Oomasa : Rika Kayama
- Yu Yamada : Lucia (Hongo Shiori)
- Osamu Mukai : Shinobu
- Mitsuki Tanimura : "Tami"

### Générique
- My SunShine (ja) par ROCK'A'TRENCH (ja), no 8 à l'oricon

### Édition japonaise
Mei's Butler
1. 1 2  Tome 1
2. 1 2  Tome 2
3. 1 2  Tome 3
4. 1 2  Tome 4
5. 1 2  Tome 5
6. 1 2  Tome 6
7. 1 2  Tome 7
8. 1 2  Tome 8
9. 1 2  Tome 9
10. 1 2  Tome 10
11. 1 2  Tome 11
12. 1 2  Tome 12
13. 1 2  Tome 13
14. 1 2  Tome 14
15. 1 2  Tome 15
16. 1 2  Tome 16
17. 1 2  Tome 17
18. 1 2  Tome 18
19. 1 2  Tome 19
20. 1 2  Tome 20

Mei's Butler DX
1. 1 2  Tome 1
2. 1 2  Tome 2

### Édition française
Mei's Butler
1. 1 2  Tome 1
2. 1 2  Tome 2
3. 1 2  Tome 3
4. 1 2  Tome 4
5. 1 2  Tome 5
6. 1 2  Tome 6
7. 1 2  Tome 7
8. 1 2  Tome 8
9. 1 2  Tome 9
10. 1 2  Tome 10
11. 1 2  Tome 11
12. 1 2  Tome 12
13. 1 2  Tome 13
14. 1 2  Tome 14
15. 1 2  Tome 15
16. 1 2  Tome 16
17. 1 2  Tome 17
18. 1 2  Tome 18
19. 1 2  Tome 19
20. 1 2  Tome 20